# محوطه گورجه سرلرده
محوطه گورجه سرلرده مربوط به دوران‌های تاریخی پس از اسلام است و در شهرستان رودسر، بخش رحیم آباد، روستای لرده واقع شده و این اثر در تاریخ ۲ بهمن ۱۳۸۲ با شمارهٔ ثبت ۱۰۷۵۰ به‌عنوان یکی از آثار ملی ایران به ثبت رسیده‌است.